# Stephan Satijn
S.H.M. (Stephan) Satijn (Maastricht, 22 juli 1972) is een Nederlands politicus en bestuurder. Hij is lid van de VVD. Sinds 2 juli 2021 is hij gedeputeerde van Limburg.

## Biografie

### Maatschappelijke loopbaan
Satijn studeerde toegepaste wetenschappen aan de Zuyd Hogeschool en bedrijfskunde aan Nyenrode en de Universiteit van Rochester. Vanaf 2000 werkte hij in het internationale bedrijfsleven onder andere voor Nederland Distributieland waar hij verantwoordelijk was voor de zakelijke en inhoudelijke activiteiten in Noord‐ en Zuid-Amerika.
Van 2017 tot 2021 was Satijn muntmeester en voorzitter van de raad van bestuur van de Koninklijke Nederlandse Munt, een organisatie die verantwoordelijk is voor het ‘slaan’ van de officiële euromunt binnen de Benelux. Daarnaast vervulde hij diverse commissariaten en toezichthoudende functies voor onder andere het MECC en Nederland Distributieland.

### Politieke loopbaan
Satijn was namens de VVD van 2011 tot 2018 wethouder van Venlo. In zijn portefeuille had hij Economische Zaken en Kennisinfrastructuur en vanaf 2014 was hij tevens eerste locoburgemeester. In 2014 was hij er namens de VVD lijsttrekker bij de gemeenteraadsverkiezingen van 2014 en was hij er ook gemeenteraadslid.
Sinds 2 juli 2021 is Satijn namens de VVD gedeputeerde van Limburg. Als gedeputeerde had hij in zijn portefeuille Economie (incl. LIOF & MKB-beleid), Brightlands, Circulaire economie, Grondbedrijf, Onderwijs en arbeidsmarkt, Maastricht Aachen Airport, Toerisme & recreatie en is hij tweede plaatsvervanger van de commissaris van de Koning. Bij de Provinciale Statenverkiezingen 2023 was Satijn er namens de VVD lijsttrekker en werd hij Statenlid. Op 23 juni dat jaar werd hij er opnieuw gedeputeerde heeft hij in zijn portefeuille Economie, Financiën en Bedrijfsvoering en Public affairs.